# Lista de municípios da Comunidade Autónoma Basca

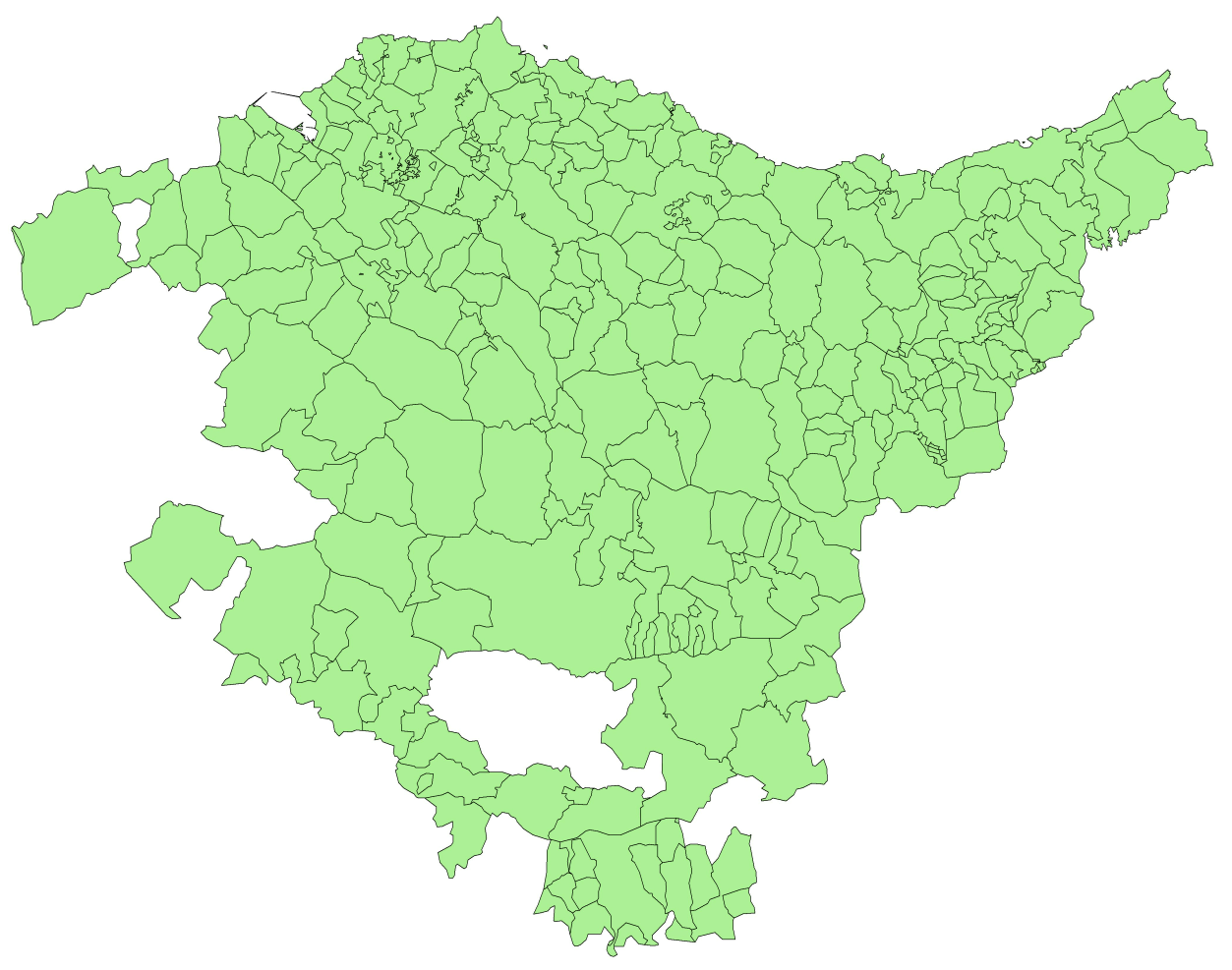
Mapa municipal da comunidade autónoma do País Basco (Espanha). 2003

- Municípios de Álava
- Municípios de Guipúscoa
- Municípios de Biscaia

Veja também:
- Municípios da Espanha